# Pascal Yoadimnadji
Pascal Yoadimnadji (1950 — Paris, 23 de Fevereiro de 2007) foi um político do Chade, tendo sido primeiro-ministro daquele país desde 3 de Fevereiro de  2005 até à data da sua morte.
Membro do grupo étnico Gor. Advogado de profissão, Pascal Yoadimnadji foi ministro da agricultura no governo de Moussa Faki, antes de se tornar ele próprio primeiro-ministro, no dia 3 de Fevereiro de 2005, por nomeação do presidente Idriss Déby.
Faleceu aos 56 anos, em consequência de uma hemorragia cerebral, na madrugada de 23 de Fevereiro de 2007, num hospital de Paris, onde estava internado devido a um acidente cardiovascular.